# Frühjahrsmüdigkeit

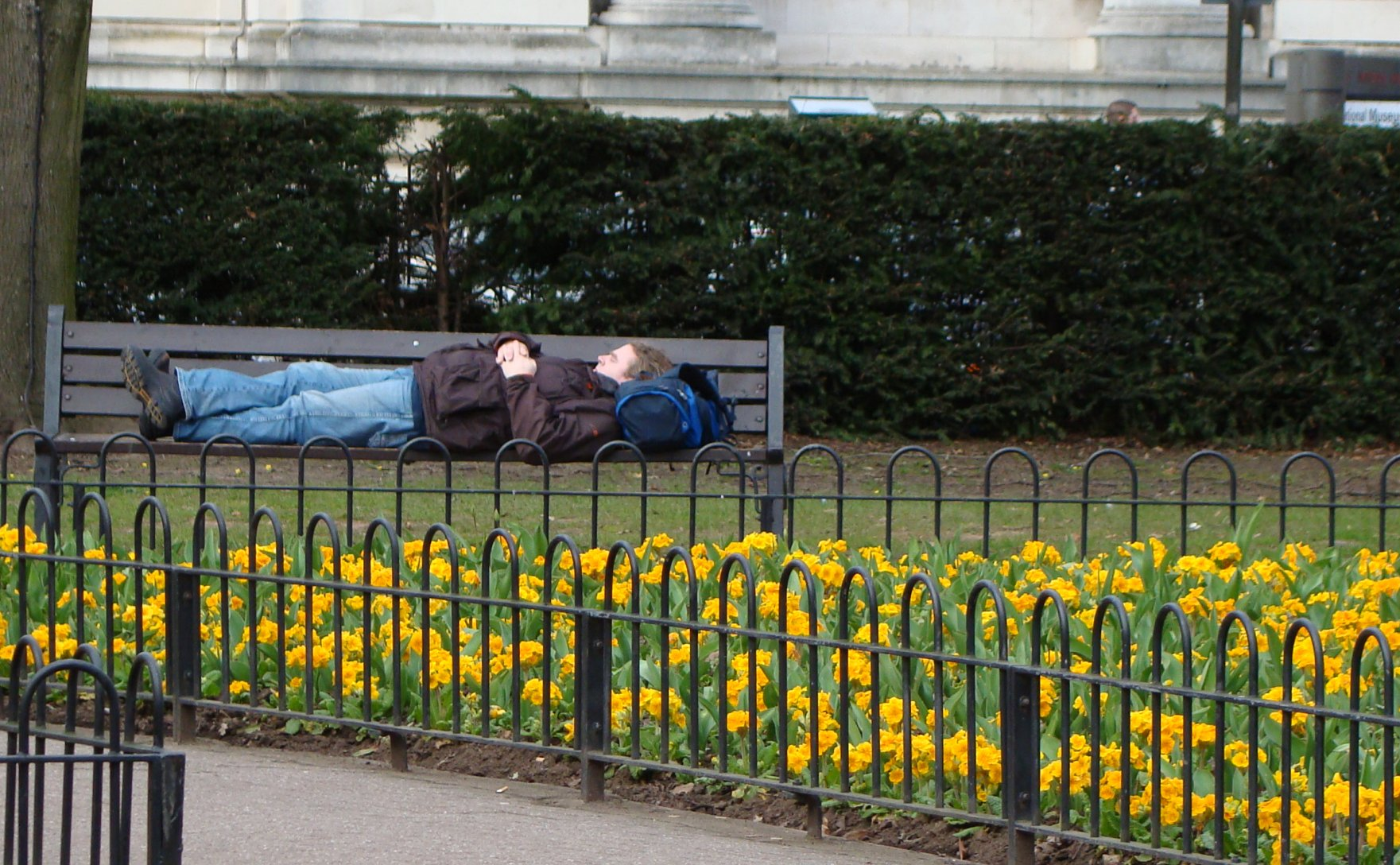
Mittagsschlaf am 20. März 2011 in Wales, Großbritannien

Unter Frühjahrsmüdigkeit versteht man einen meist länger anhaltenden Zustand verringerter Leistungsfähigkeit und Mattigkeit, den viele Menschen im Frühling erleben. Es handelt sich hierbei nicht um eine Krankheit, sondern um eine im Zusammenhang mit der Jahreszeit auftretende Veränderung des Allgemeinbefindens.

## Symptome
Die Symptome treten meist ab Mitte März bis Mitte April auf und sind bei den Betroffenen unterschiedlich ausgeprägt. Am häufigsten sind Müdigkeit (trotz ausreichender Schlafdauer), Antriebslosigkeit, Wetterfühligkeit, Schwindelgefühl, niedriger Blutdruck, Gereiztheit sowie Kopfschmerzen und Kopfdruck. Teilweise treten auch Gliederschmerzen auf.

## Ursachen
Bei manchen Menschen stellt sich der Organismus nach dem Winter nicht problemlos auf die neuen Licht- und Temperaturverhältnisse ein. Die genauen Ursachen der Frühjahrsmüdigkeit sind noch nicht vollständig geklärt. Fest steht, dass der Hormonhaushalt eine große Rolle spielt. Dieser Zustand kann entweder eine normale Reaktion auf die veränderten Lichtverhältnisse und höheren Temperaturen sein, kann aber auch eine medizinische Ursache haben wie die im Frühjahr stark zunehmende Anzahl von Pollen in der Luft oder eine „umgekehrte“  Winterdepression. Zudem wird durch die im Frühjahr zunehmenden Tageslängen verstärkt Serotonin ausgeschüttet; der Mensch kann darauf mit einem Müdigkeitsgefühl reagieren. Bei steigenden Temperaturen sinkt außerdem der Blutdruck, da sich die Blutgefäße bei warmem Wetter weiten, was zusätzlich ermüdend wirken kann.
Frühjahrsmüdigkeit wird zudem einem nach dem Winter noch erhöhten Spiegel des im Blut vorhandenen Schlafhormons Melatonin zugeschrieben, das von der Zirbeldrüse bei Dunkelheit vermehrt ausgeschüttet wird, so dass die geringeren Tageslängen im Winter Einfluss auf die Melatoninwerte haben. Gaben von Vitamin D bewirken bei von Müdigkeit betroffenen Menschen eine Verbesserung ihres Zustands. Die durch das Sonnenlicht induzierte Vitamin-D-Synthese in der Haut ist in der dunklen Jahreszeit am geringsten, zum einen durch die kurzen Tage, vor allem jedoch wegen der fast die gesamte Körperoberfläche bedeckenden Kleidung bei Aufenthalten im Freien. So kann außer einem nachwirkenden höheren Melatoninspiegel auch Vitaminmangel, sowohl an Vitamin D als auch an anderen Vitaminen, bei der Frühjahrsmüdigkeit zusätzlich eine Rolle spielen.

## Gegenmaßnahmen
Empfohlen wird, der Müdigkeit nicht nachzugeben, sondern sich viel im Freien aufzuhalten und sich dabei viel zu bewegen und dem Tageslicht auszusetzen. Zur Vorbeugung wird regelmäßiger Sport empfohlen.
Sollten die Symptome andauern und sich nicht auf die Frühjahrsumstellung beschränken, so sollte man einen Arzt aufsuchen, denn eine Vielzahl von Erkrankungen (beispielsweise Depression, Schilddrüsenunterfunktion) machen sich auf ähnliche Weise bemerkbar.